# Kilpanlus
Kilpanlus (Tl’ulpalus), salishansko pleme iz skupine Cowichan Indijanaca, u dolini Cowichan na otoku Vancouver, Kanada. Godine 1911. preostalo ih je scega 4. Ostali nazivi za njih bili su: Kil-pan-hus, Kilpaulus, Tlip-pah-lis, Tlip-pat-lis.
Njihovo glavno selo zvalo se Tl’ulpalus.